# مفاصل قصية ضلعية
المفاصل القصية الضلعية المعروفة أيضا باسم المفاصل القصية الغضروفية (أو المفاصل الضلعية القصية)، هي مفاصل زليلية مسطحة بين الغضاريف الضلعية من الأضلاع الحقيقية و القص ، مع استثناء الضلع الأولى ؛هو التحام غضروفي لأن الغضروف متحد مباشرة مع القص . الأربطة التي تربطهم هي:
- محفظات مفصلية
- الرباط القصي الضلعي بين المفصل
- الأربطة القصية الضلعية المتشععة
- الأربطة الضلعية الرهابية